# Дике (болото)
Дике болото (біл. Дзікае балота) — драговина на півночі Пружанського та півдні Свіслоцького районів Білорусі, в водозборах Ясельда і Нарева.

## Опис драговини
Дике болото — одна з найдавніших в Європі, його вік сягає більше 6000 років. Площа 21,7 тис. га. Глибина торфу — до 3,0 м, середня 1,4 м, ступінь розкладу 40%, зольність 11,5%.

## Флора
Драговина зайнята головним чином чагарником, частково лісом. Трапляються ділянки, зарослі осоками. У 1968 частину драговини в Пружанському і Свіслоцькому районах було оголошено гідрологічним заказником «Дике». У Свіслоцькому районі з 1973 осушено +7768 га. На осушених землях сіють головним чином трави.

## Несприятливі чинники
Скорочення сінокосів є основною причиною заростання відкритих низинних боліт чагарником.
Осушення. Істотний вплив на гідрологічний режим надає неправильна експлуатація наявних меліоративних систем.
Прискорення природних сукцесій. Дике болото перебуває на перехідній стадії розвитку. Цей процес значно прискорився в останні 30-40 років, коли болота перестали використовувати для сінокосіння.